# Ophiarachnella parvispina
Ophiarachnella parvispina is een slangster uit de familie Ophiodermatidae.
De wetenschappelijke naam van de soort werd in 1925 gepubliceerd door Hubert Lyman Clark.